# Water and a Flame
Water and a Flame è una canzone registrata dal cantautore australiano Daniel Merriweather in duetto con la cantautrice inglese Adele, per il suo album di debutto da solista, Love & War (2009). Il brano, scritto dallo stesso Merriweather e da Eg White, quest'ultimo anche produttore, è stato pubblicato come quarto e ultimo singolo promozionale dell'album, il 2 novembre 2009.
Nel 2013 Water and a Flame venne ripresa e registrata dalla cantante canadese Céline Dion per il suo album in lingua inglese, Loved Me Back to Life.

## Pubblicazione, videoclip e recensioni
Il singolo uscì in tutte le radio il 2 novembre 2009 e per la promozione fu pubblicato anche un videoclip musicale dove non è presente la cantante Adele.
Water and a Flame è stata descritta come "una ballata fumosa e sincera". Secondo David Balls di Digital Spy, "trova la loro voce ricca e piena di sentimento che si incastra dolcemente - abbastanza da distogliere l'attenzione dal ritornello leggermente cliché, in effetti. Se alla fine è Adele a rubare la scena qui, beh, almeno per ora Merriweather dovrebbe essere abituata a suonare il secondo violino."

## Formati e tracce
Digital download
1. Water and a Flame (feat. Adele) – 3:39 (Eg White, Daniel Merriweather)
2. Water and a Flame (feat. Adele) (Buzz Junkies Club Mix) – 7:16 (White, Merriweather)

## Classifiche
| Classifica (2009)              | Posizione massima raggiunta |
| ------------------------------ | --------------------------- |
| Regno Unito (UK Singles Chart) | 180                         |

## Water and a Flame(versione di Céline Dion)
Céline Dion registrò una cover di Water and a Flame per il suo album in lingua inglese del 2013, Loved Me Back to Life. Il brano fu prodotto ancora una volta da Eg White e pubblicato come terzo singolo promozionale nel Regno Unito il 6 febbraio 2014.
L'11 aprile 2014 Water and a Flame fu ufficialmente inviato alla stazioni radio italiane.

### Antefatti e rilascio
L'8 agosto 2012, Le Journal de Montréal scrisse che il prossimo album in studio in lingua inglese di Dion avrebbe contenuto brani scritti e prodotti da Eg White, con cui aveva lavorato anche Adele per i suoi primi album 19 (2008) e 21 (2011). Un frammento della prima canzone, Water and a Flame, fu presentato in anteprima al The Katie Couric Show il 25 aprile 2013 mentre il dietro le quinte della Dion e White che registravano la canzone è stato pubblicato sul sito ufficiale della cantante il giorno successivo. Il 29 agosto 2013, Billboard scrisse che il nuovo album della Dion, Loved Me Back to Life, "sarà il più eccitante che abbia registrato fino ad oggi… A titolo di esempio, canta alcune battute della canzone Water and a Flame, originariamente registrata da Daniel Merriweather e Adele, che la trova ad utilizzare il registro più basso e granuloso della sua voce". Il 30 ottobre 2013 fu pubblicato sul canale Vevo della Dion il videoclip del Making of Water and a Flame mentre il video dell'audio ufficiale della canzone uscì in anteprima il 5 novembre 2013. Il 6 febbraio 2014, il celinedion.com annunciò che Water and a Flame sarebbe stato rilasciato come terzo singolo promozionale nel Regno Unito.
La canzone fu aggiunta alla A List della playlist della BBC Radio 2 il 1 marzo 2014. La canzone raggiunse la posizione la 30ª posizione della UK Radio Airplay Chart all'inizio di marzo 2014. L'11 aprile 2014, il singolo uscì in tutte le radio d'Italia.

### Controversie
L'album Loved Me Back to Life originariamente doveva intitolarsi Water and a Flame. In un'intervista dell'aprile 2013 al The Katie Couric Show, dove Céline Dion presentò in anteprima il suo nuovo lavoro, Katie Couric chiese alla cantante e a suo marito, René Angélil, a cosa si riferisse il titolo del nuovo singolo e Angélil rispose: "Come sai sono gli opposti" e Céline rispose: "È il nome della canzone". La musicista Samantha Ronson, amica di Daniel Merriweather, scrisse un post sul suo blog, il quale includeva il video dell'intervista e il testo, "Cara Celine Dion, quando registri una cover della canzone di qualcun altro, potresti dargli credito".
Nel giugno 2013, Merriweather sulla sua pagina Facebook, criticò duramente la Dion, scrivendo: "Questa canzone contiene ogni grammo del mio dolore e del mio cuore e finge di averla scritta lei stessa". Due giorni dopo, lo staff del celinedion.com dichiarò che "la Dion spesso non menziona gli autori delle sue canzoni, ma è stata molto esplicita sul fatto che non scrive lei stessa le sue canzoni e che non intendeva fare del male omettendo autori e produttori , i quali sono sempre stati accreditati nelle note di copertina". Il 25 luglio 2013, il sito web della Dion confermò che l'album si sarebbe chiamato Loved Me Back to Life.

### Recensioni da parte della critica
La cover Water and a Flame registrata dalla Dion fu bena accolta dai critici musicali. Stephen Thomas Erlewine di AllMusic, selezionò il singolo tra i suoi quattro brani preferiti di Loved Me Back to Life. La recensione de The New York Times di Jon Caramanica e Nate Chinen diceva: "Celine, il suo spettacolo al Caesars Palace di Las Vegas... ha forse spinto la signora Dion a nuovi livelli di pizazz. Molte delle nuove canzoni dell'album si adatterebbero perfettamente a quella revue - Water and a Flame ha un'autentica spavalderia R&B". Mike Wass de Idolator scrisse: "È una scelta ispirata, che porta Céline su una strada completamente diversa. È molto Adele - tutta voce fumosa e produzione soul retrò completa di archi meravigliosi. Questo è un grande suono per la diva e dovrebbe considerare di rivisitarlo in futuro."

### Interpretazioni dal vivo e pubblicazioni
Il 28 ottobre 2013, Céline Dion si esibì per la prima volta dal vivo con Water and a Flame in Today a New York City. Il giorno successivo, cantò di nuovo all'Edison Ballroom di Manhattan durante un suo concerto privato organizzato Pandora Presents. Andrew Hampp di Billboard rimase colpito dalla sua interpretazione di Water and a Flame e scrisse che Dion l'ha trasformata "in modo impressionante nella sua ballata di rottura intrisa di gin". Successivamente, il brano fu incluso nella scaletta della sua Tournée Européenne 2013.
Una performance di Water and a Flame durante una delle tappe di Parigi, è stata inclusa come bonus-track nell'album live Céline une seule fois / Live 2013 (2014).

### Formati e tracce
Digital download
1. Water and a Flame – 3:42 (Eg White, Daniel Merriweather)

### Crediti e personale
Registrazione
- Registrato presso gli Abbey Road Studios di Londra (UK) [archi]; Eg White Studio di Londra (UK) [strumenti]; Echo Beach Studios di Jupiter (FL) [voci]
- Mixato presso i Larrabee Studios, North Hollywood (CA)

Personale
- Arrangiato da (archi) - Eg White
- Basso - Eg White
- Batteria - Eg White
- Chitarra - Eg White
- Mixato da - Manny Marroquin
- Mixato da (assistente) - Chris Galland, Delbert Bowers
- Musica di - Daniel Merriweather, Francis "Eg" White
- Percussioni - Eg White
- Pianoforte - Eg White
- Produttore - Eg White

- Registrato da (archi e altri strumenti) - Eg White
- Registrato da (voci) - Raymond Holzknecht
- Registrato da (voci) [assistente] - François Lalonde
- Viola - Becky Low, Simone Van Der Giessen, Timothy Grant
- Violino - Annabelle Meare, Beatrix Lovejoy, Hannah Dawson, Harvey De Souza, Helen Cox, Janice Graham, Jonathan Evans Jones, Kotno Sato, Magnus Johnston, Marije Ploemacher
- Violoncello - Jessie Anne Richardson, Richard Harwood, Rowena Calvert
- Testi di - Daniel Merriweather, Francis "Eg" White